# Avis de Tempête
Pour les articles homonymes, voir Avis de tempête (homonymie).
Pour plus de détails, voir Fiche technique et Distribution.
Avis de Tempête est un téléfilm français, écrit par Fabienne Lesieur et Victor Pavy, réalisé par Bruno Garcia et diffusé pour la première fois, en Belgique le 18 septembre 2020, en Suisse le 22 septembre 2020 et en France le 26 septembre 2020.

## Synopsis
26 décembre 1999. Tandis que la « tempête du siècle » s’abat sur Perros-Guirec, Julie, 16 ans, flirte sur la plage avec Erwan, indifférente aux éléments déchaînés et à son petit frère Joseph, qui disparaît soudainement. Il ne sera jamais retrouvé, et l’homme suspecté de l’enlèvement finira par avouer l'avoir tué.
20 ans plus tard, alors que l'assassin de Joseph purge sa peine en prison, Julie désormais pédopsychiatre, apprend le meurtre de son ancien prof de théâtre, qui venait de lui demander de venir le voir d'urgence. De retour à Perros-Guirec, elle retrouve Erwan, devenu policier et chargé de l’enquête. Et si l’amour renaît entre eux, les blessures du passé ressurgissent elles aussi. Car, tout porte à croire que la mort du professeur et la disparition de Joseph sont liées...

## Fiche technique
- Réalisateur : Bruno Garcia
- Premier assistant réalisateur : Stéphane Lecoz
- Producteur : Thomas Viguier
- Sociétés de production : Ryoan, France Télévisions, RTBF
- Productrice Artistique : Julie Boucher
- Directrice de production : Sophie Schmidt
- Directeur de la photographie : Philippe Pavans de Ceccatty
- Chef Opérateur son : Jean Marie Blondel
- Costumes : Tamara Faniot
- Décors : Antoine Maron
- Musique : Fabien Cahen
- Pays d'origine : France
- Langue originale : français
- Genre : policier
- Durée : 90 minutes

## Distribution
- Lannick Gautry : Erwan Le Braz
- Blandine Bellavoir : Julie Meynard
- Antoine Duléry : Commissaire Bertier
- Stéphane Debac : Adrien Kermadec
- Jeanne Bournaud : Ludivine
- Valérie Mairesse : Nadine Meynard
- Julien Gaspar-Oliveri : Jo
- Frédéric Saurel : Serge Riou
- Jessy Ugolin : Sara
- Manoëlle Gaillard : Edith Kermadec
- Bernard Mazzinghi : Luc Kermadec
- Waly Dia : Tom Botrel
- Kristen Kerever : Joseph Meynard

## Tournage
Le tournage du film s'est déroulé à Perros-Guirec, Plestin Les Grèves et Trégastel, en Bretagne, du 25 novembre au 20 décembre 2019.
Lors de l'enterrement du professeur, il n'y a aucun nom sur le cercueil, alors que la loi l'impose.

## Audiences
Lors de sa diffusion sur France 3, le 26 septembre 2020, le téléfilm est arrivé en tête des audiences avec 5,3 millions de téléspectateurs, soit 25,5% de part d’audience.